# Геодинамическая обстановка
Ге́одинамическая обстано́вка — в теории тектоники плит, характерная геологическая структура, с определённым соотношением плит.
В одной и той же геодинамической обстановке схожим образом происходят большинство геологических процессов:
- Тектонические процессы (характерные типы разломов и складок)
- Магматизм (определённые типы магматических пород)
- Землетрясения
- Осадконакопление
- Геохимические процессы
- Метаморфизм
- Образуются определённые типы месторождений полезных ископаемых.

## Внутриплитные геодинамические обстановки
- Пассивная континентальная окраина
- Платформа (кратон)
- Абиссальная равнина
- Шельф

- Океанический вулкан
- Океаническое плато
- Трапповый магматизм
- Щелочные магматические провинции на континентах

## Геодинамические обстановки дивергентных границ
- Спрединг
  - Срединно-океанический хребет
  - задуговый спрединг
  - Континентальный рифт

## Геодинамические обстановки конвергентных границ
- Коллизия
- Субдукция
  - Активная континентальная окраина
  - Островная дуга
- Обдукция

## Геодинамические обстановки трансформных границ
- Трансформный разлом
- Континентальный сдвиг
  - Бассейн типа «пул-апарт»